# Escola dels diplomàtics
Zonghengjia o Escola dels diplomàtics (xinès tradicional: 縱横家, xinès simplificat: 纵横家, pinyin: 'Zōng héng Jiā'), també Escola de les aliances verticals i horitzontals, va ser un corrent polític i diplomàtic del pensament xinès del període del Període dels Regnes Combatents (476-220 aC). D'acord amb la Història de la Dinastia Han Anterior, l'escola era una de les Deu Escoles de Pensament (xinès tradicional: 九流, xinès simplificat: 九流, pinyin: Jiŭ Liú). Segons el Han Feizi, un treball contemporani de filosofia legista escrit pel pensador homònim, "els partidaris de l'Aliança Vertical encoratjaven a la multitud feble d'atacar a la solitària i poderosa contrapart mentre que l'Aliança Horitzontal promovia que la part fort atacara a la multitud feble. Eren tots vel·leïtosos i volubles, canviaven sovint de bàndol i eren incapaços de decidir qui era el seu senyor."